# Elco (motosilurante)

## Costruzione
Nel 1939 la società Elco elaborò il progetto di una nuova motosilurante da 70 piedi, ispirandosi alla PV 70, un'unità costruita dalla British Power Boat Company e acquistata dalla Marina statunitense dal 1940. Ebbe così inizio la vita operativa delle motosiluranti ELCO, il cui progetto venne più volte rielaborato. Seguirono centinaia di motosiluranti, spesso armate con cariche di profondità come pattugliatori leggeri per la lotta antisommergibile, e che col tempo passarono dai siluri da 450 mm a quelli da 533 mm, oltre a un cannone da 40 mm, una mitragliera da 20 mm, 4-5 mitragliatrici pesanti da 12,7 mm e qualche carica di profondità.
Il modello della PV 70 era stato sviluppato come risposta all'aspra competizione con la Vosper per assicurarsi i contratti di realizzazione delle nuove MTB (Motor Torpedo Boats) della Royal Navy. La costruzione della PV 70 era stata avviata nel maggio 1938 e i dirigenti della BPB fecero di tutto per presentare anche all'estero il loro progetto di motosilurante.
LA US Navy, che cercava di dotarsi di questo tipo di unità, richiese ai vari cantieri proposte per unità veloci siluranti e cacciasommergibile.
La Elco nel 1939 pensò di partecipare al concorso, ma invece di sviluppare un proprio progetto decise di rivolgersi a cantieri esteri per costruire su licenza unità già collaudate. Dopo aver preso contatti con Thornycroft, Vosper e BPB, la scelta ricadde su questi ultimi. Il prototipo sviluppato venne denominato PT 9 e dopo aver superato brillantemente le prove la US Navy ordinò alla Elco ventitré unità, undici in versione motosilurante PT 10-20 (PT=Patrol torpedo boats) e dodici in versione cacciasommergibile PTC 1-12 (PTC=PT chaser) ma le unità realizzate furono 22 in quanto la PT 20 divenne il prototipo della versione da 77 piedi.

## Caratteristiche generali
Rispetto al prototipo PT 9 le unità risultavano alquanto diverse, con le mitragliatrici singole da .303 sostituite con mitragliatrici binate da 12,7 mm e motori 4M2500 Packard V-12 al posto dei motori Rolls-Royce Merlin.
La differenza tra PT e PTC era nell'armamento. Le prime, il cui compito era l'attacco rapido a unità di superficie, erano armate di quattro tubi lanciasiluri da 450 mm brandeggiabili, le PTC, il cui compito era la lotta ai sommergibili, erano dotate di cariche di profondità disposte su ferroguide e vennero equipaggiate da ecogoniometro.

## Impiego operativo
LE PT 10 - 19 insieme al prototipo PT 9 costituirono il PT Squadron Two che nel 1941 svolse esercitazioni nelle acque di Miami e al largo di Cuba.
Tutte le 22 unità da 70 piedi furono alla fine trasferite in Lend-Lease alla Marina britannica. La Elco (Electric Boat Company) non era la sola ditta costruttrice di motosiluranti negli Stati Uniti. La società Higgins di New Orlèans ne realizzò una da 78 piedi, anch'essa utilizzata dalla Marina americana durante la seconda guerra mondiale, un ridotto numero di tipi Huckins, impiegati di massima per la difesa di Panama e delle Hawaii e per l'addestramento, e un numero rilevante di motosiluranti Vosper da 72 piedi e 6 pollici (22,1 m), che vennero trasferite alla Royal Navy e all'Unione Sovietica, insieme a diverse unità Elco e Higgins.
Alla fine del 1941 il PT Squadron Two venne trasferito a New York per essere trasferito alla Royal Navy, a eccezione del prototipo PT 9 trasferito alla Royal Canadian Navy. Le unità imbarcate su un piroscafo, dopo aver doppiato il Capo di Buona Speranza, raggiunsero Porto Said dove vennero sbarcate per raggiungere Alessandria dopo avere attraversato il Canale di Suez, incorporate nella 10a Flottiglia della Mediterranean Fleet.
Delle PTC soltanto le prime quattro erano entrate in servizio nel marzo 1941 nella US Navy, dislocate a Key West in Florida per una serie di prove e nel giugno dello stesso anno vennero trasferite a Bayonne, nel New Jersey, per essere sottoposte, insieme alle otto unità ancora non consegnate, a lavori per essere trasformate in MGB (Motor Gun Boats) prima di essere trasferite alla Royal Navy che intendeva utilizzarle come motocannoniere.
Alle Elco da 70 piedi seguirono le Elco da 77 piedi contraddistinte dalla matricola PT 20 - 68, e le Elco da 80 piedi che furono le più numerose e realizzate in oltre 300 esemplari, contraddistinte dalla matricola PT 103 - 196, PT 314 - 367, PT 372 - 383, PT 486 - 563, PT 565 - 624, PT 731 - 790.
Le motosiluranti ELCO effettuarono la maggior parte delle loro azioni di guerra nel Pacifico ma, durante lo sbarco in Normandia nel giugno 1944, alcune unità furono impiegate per operazioni di appoggio a incursioni di sabotatori. Tale tipo di unità ebbe un ruolo importante a partire dalla fine del 1942, quando gli Stati Uniti iniziarono la controffensiva vera e propria contro il Giappone. Fra le tantissime operazioni condotte dalle PT Boats, rimarchevoli restano quelle condotte contro i convogli giapponesi, quelli che gli americani chiamavano Tokyo Express, nel corso della riconquista delle isole Salomone. Tra queste unità c'era la PT-109, al cui comando c'era l'allora sottotenente di vascello J.F.Kennedy, più tardi destinato a diventare presidente degli Stati Uniti, che fu protagonista e vittima al contempo di un attacco alle navi giapponesi del Tokyo Express, nelle acque dello stretto di Blackett.
Le Elco sotto le insegne della Royal Navy operarono nello scenario del Mediterraneo. Nella notte del 17 luglio 1943 quattro motosiluranti Elco (MTB 260, 313, 315 e 316), appartenenti alla 10ª Flottiglia, salpate da Augusta ingaggiarono un furioso combattimento nello stretto di Messina con l'incrociatore leggero italiano Scipione Africano. All'incrociatore italiano dopo lo sbarco alleato in Sicilia, visto l'andamento delle operazioni terrestri nell'isola, in previsione di un eventuale blocco da parte Alleata dello Stretto di Messina, venne affidata la missione di forzare lo stretto e raggiungere Taranto. La missione prendeva il nome di "Operazione Scilla". Le quattro Elco si trovavano in missione di pattugliamento nella parte meridionale dello Stretto di Messina, quando alle ore 02.15 del 17 luglio avvistarono, all'altezza di Reggio Calabria, l'incrociatore leggero italiano e lo attaccarono con decisione. Lo "Scipione" si accorse però in tempo della minaccia e prima di allontanarsi a forte velocità, schivando molti siluri provenienti da prora, da dritta e da sinistra, aprì il fuoco con le artiglierie da 135 mm, e con i complessi singoli e binati da 37 e da 20 mm, centrando con precisione e ripetutamente le unità nemiche, giungendo poi senza danni a Taranto. Probabilmente il fatto che la nave italiana fosse dotata del radar E.C. 3ter Gufo, che quasi certamente rilevò per tempo le motosiluranti inglesi, consentì all'equipaggio di apprestarsi alla difesa. Nello scontro la MTB 316, comandata dal tenente di Vascello R.B. Adams, in seguito a un incendio che si sviluppò a bordo dopo che l'unità era stata colpita, esplose alle 02.18 e affondò con la perdita di tutto il suo equipaggio, mentre la MTB 260 (tenente di vascello H.F. Wadds) e la MTB 313 (tenente di vascello A.D. Foster) riportarono soltanto danni superficiali. Oltre alle perdite umane della MTB 316, le altre tre motosiluranti ebbero a lamentare un ufficiale morto e uno ferito. In seguito all'esplosione della MTB inglese, materiale appartenente ai suoi macchinari e pezzi di fasciame vennero sollevati in aria e ricaddero sulla coperta dello "Scipione", che manovrava a tutta forza per allontanarsi dalla zona dell'attacco con rotta 200° e velocità 36 nodi. La MTB 260 era del tipo Elco da 70 piedi, mentre le altre tre motosiluranti erano del tipo Elco da 77 piedi.
Il comandante e l'equipaggio dello "Scipione Africano" ricevettero l'elogio dell'Ammiraglio Bergamini, comandante delle Forze Navali da Battaglia, nell'Ordine del Giorno nº 11 del 18 luglio 1943.

## Nella Marina Militare Italiana
Al termine del conflitto, la Marina Militare italiana, che per un certo numero di anni frequentò sovente il supermercato americano dell'usato garantito, acquistò nel febbraio 1947 dall'ARAR due unità del tipo Elco insieme a sette Higgins e diciannove Vosper, e poiché in forza del Trattato di pace del 1947, alla Marina Militare Italiana non era consentito l'impiego di motosiluranti queste unità vennero iscritte nel Quadro del Naviglio ausiliario con la classificazione Galleggianti Inseguimento Siluri (G.I.S.) e rimorchiate negli arsenali di Taranto e di La Spezia per provvedere al loro ripristino. Dopo un approfondito controllo delle effettive condizioni di ogni imbarcazione, fu presa la decisione di riarmare le "Higgins", parte delle "Vosper" e nessuna delle due "Elco" (GIS 0019 e GIS 0020), tra l'altro di modello piuttosto obsoleto e reduci da un più lungo ed intenso impiego bellico con la Royal Navy e in ragione della loro usura e dal fatto che le Elco da 77 piedi acquistate furono soltanto due, vennero cedute all'Aeronautica Militare per la loro trasformazione in motoscafi di salvataggio e con i distintivi ottici 1053 e 1056; queste unità prestarono servizio per diversi anni, dislocate in prossimità di importanti basi aeree.